# Nikolaus de Beauharnais

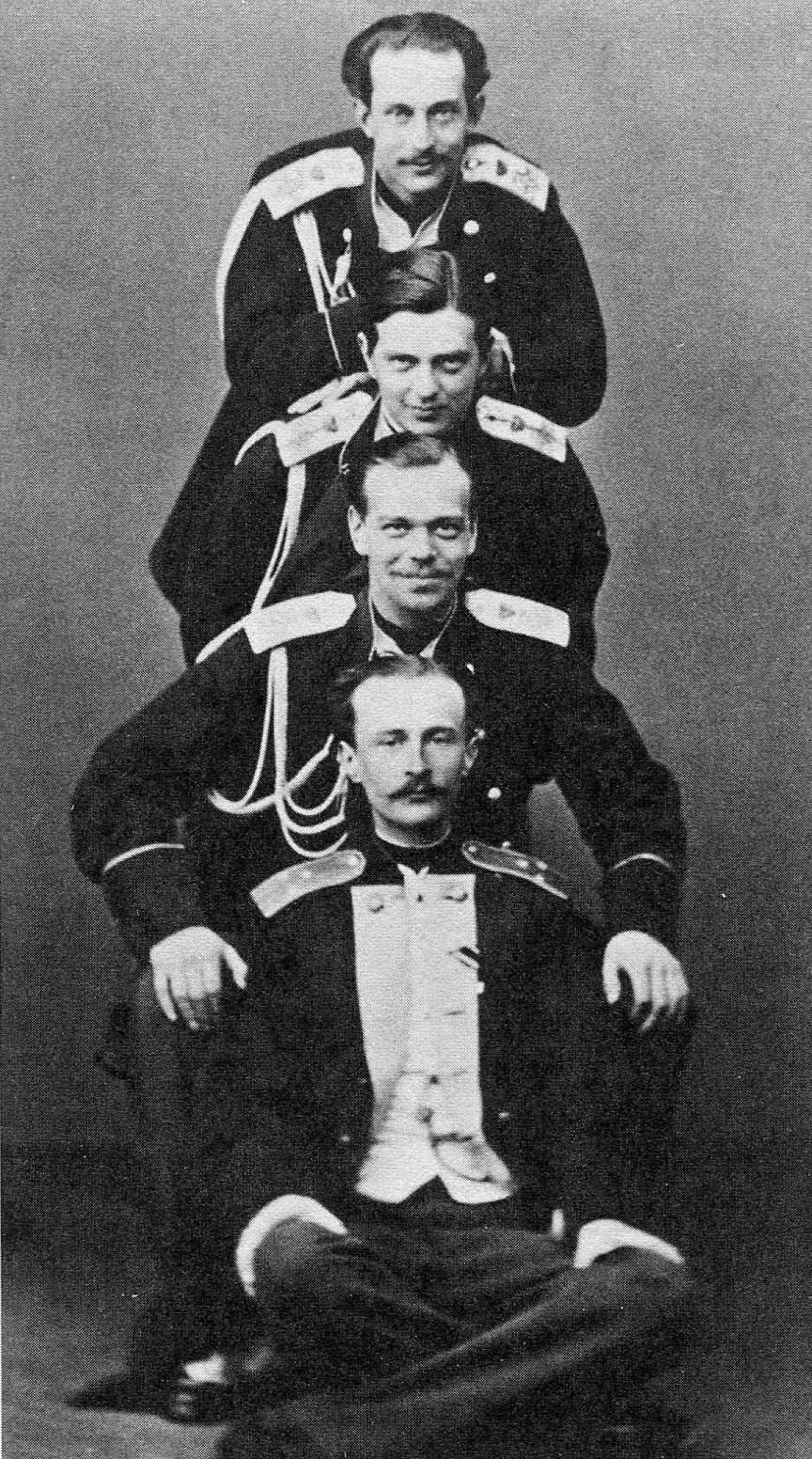
Nikolaus mit seinen Cousins Großfürst Wladimir und Kronprinz Alexander sowie Prinz Albert von Sachsen-Altenburg (v. o. n. u.; 1860er)

Nikolaus de Beauharnais, auch von Beauharnais-Leuchtenberg, Nikolai Maximilianowitsch von Leuchtenberg, Herzog von Leuchtenberg und Fürst Romanowsky, russisch Николай Максимилианович Лейхтенбергский, (* 23. Junijul. / 5. Juli 1843greg. bei Sergewskoje nahe Schloss Peterhof; † 25. Dezember 1890jul. / 6. Januar 1891greg. in Paris) war ein russischer Adliger und Mineraliensammler.

## Leben
Er war der älteste Sohn von Maximilian de Beauharnais und der Großfürstin Maria Nikolajewna. Er genoss Privatunterricht durch hervorragende Wissenschaftler, wobei früh ein Interesse für Mineralogie entstand. Ab 1859 ging er in militärische Dienste und wurde 1865 Generalmajor und Kommandeur einer Husaren-Brigade. 1871 verließ er aus familiären Gründen Russland, kehrte aber 1877 zurück und nahm 1877/78 am Krieg gegen die Türkei teil. 1877 wurde er Generalleutnant und 1890 General der Kavallerie und Generaladjutant.
1865 bis zu seinem Tod war er Vize-Präsident der Kaiserlichen St. Petersburger Mineralogischen Gesellschaft. In dieser Funktion organisierte er die Erstellung einer geologischen Karte Russlands und stiftete Preise für Mineralogie und Geologie. Er inspizierte 1866/67 die staatlichen und privaten Bergwerke auf einer Reise bis in den Ural. Er reformierte auch die Ölförderung.
1865 wurde er Ehrenmitglied der Russischen Akademie der Wissenschaften in St. Petersburg. 1867 wurde er zum Ehrenmitglied der Bayerischen Akademie der Wissenschaften ernannt. 1895 wurde de Beauharnais Ehrenmitglied der Mineralogical Society of Great Britain and Ireland.
Nikolaus de Beauharnais verfasste Aufsätze über Mineralogie, die meist in den Abhandlungen der Kaiserlichen St. Petersburger Mineralogischen Gesellschaft erschienen.
Nikolaus de Beauharnais war seit 1868 verheiratet mit Nadeschda Annenkowa und hatte die Söhne Nikolaus Herzog von Leuchtenberg (1868–1928) und Georg Herzog von Leuchtenberg (1872–1929).

## Film
- Napoleons Erben in Bayern. Die Herzöge von Leuchtenberg, BR-Filmdokumentation von Bernhard Graf, 2020.